# Mariä Heimsuchung (Gosseltshausen)

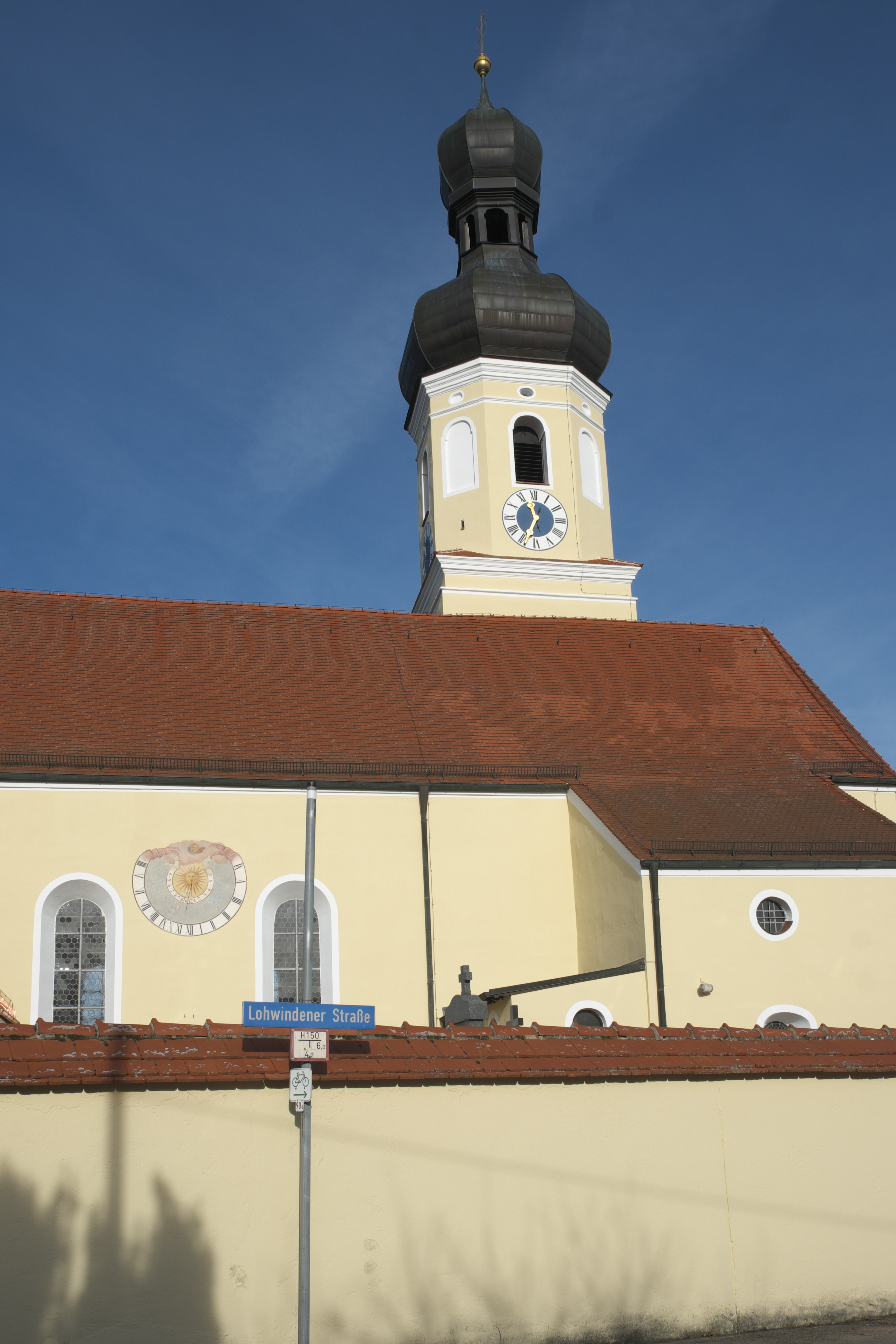
Pfarrkirche Mariä Heimsuchung

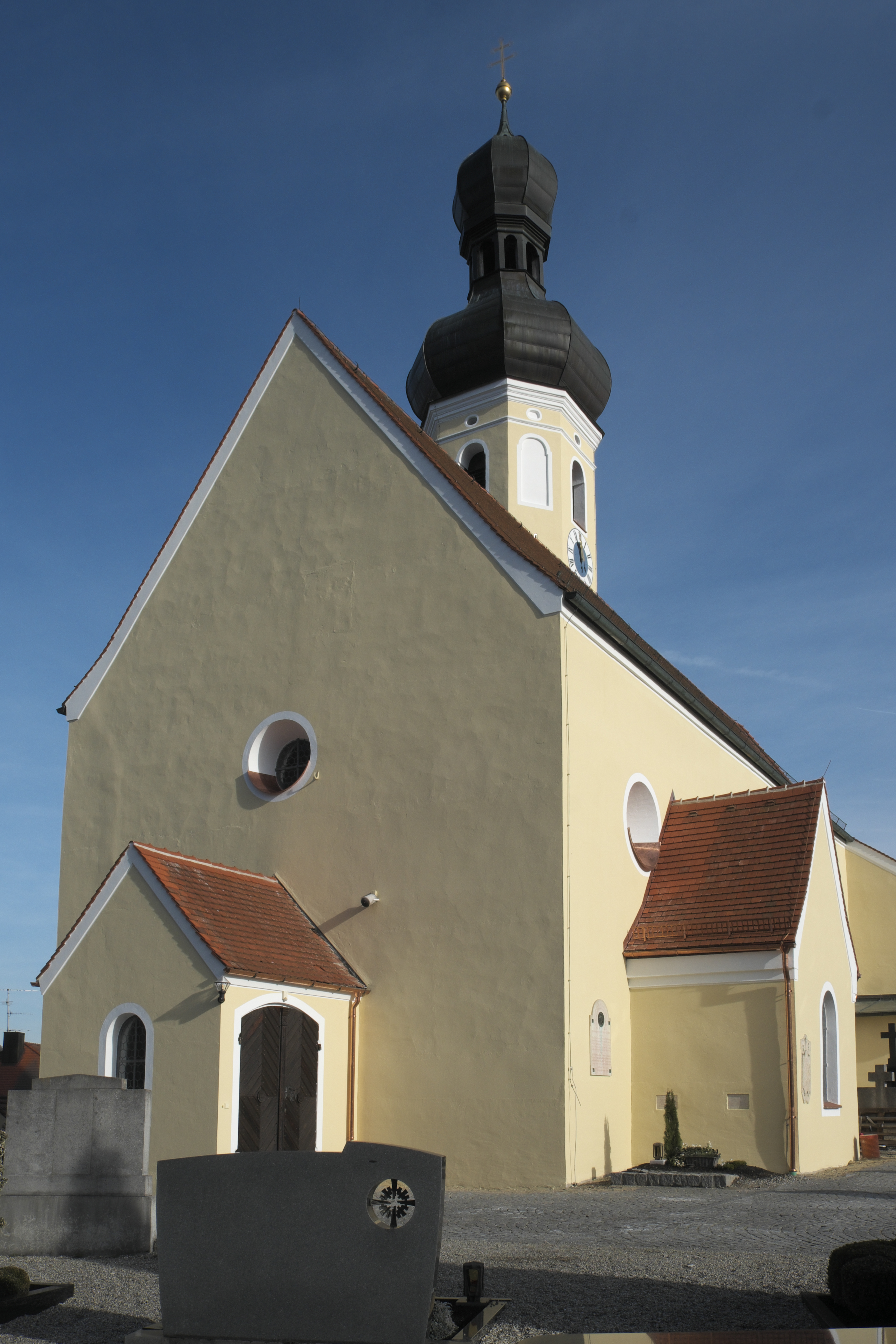
Ansicht von Südwesten

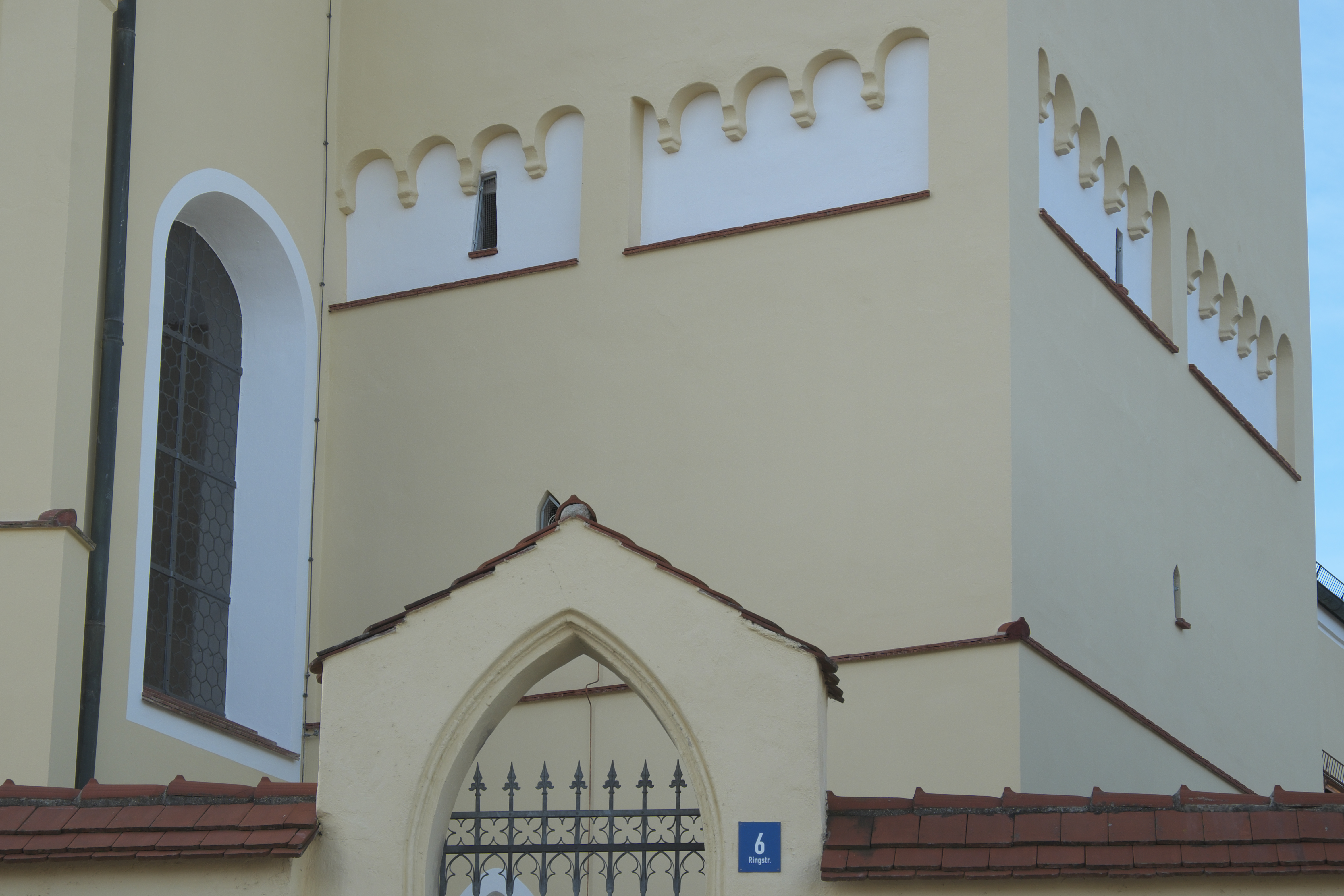
Blendfelder mit Bogenfriesen am Turm

Die römisch-katholische Pfarrkirche Mariä Heimsuchung in Gosseltshausen,
einem Ortsteil der Gemeinde Wolnzach im oberbayerischen Landkreis Pfaffenhofen an der Ilm, ist im Kern ein gotischer Bau aus dem späten Mittelalter, der zu Beginn des 18. Jahrhunderts im Stil des Barock vergrößert wieder aufgebaut wurde. Die Decken von Chor und Langhaus sind mit Fresken von Melchior Buchner (1695–1758) bemalt, die eine beeindruckende Scheinarchitektur aufweisen. Die Kirche gehört zu den geschützten Baudenkmälern in Bayern.

## Geschichte
Ab der zweiten Hälfte des 17. Jahrhunderts sind Umbauarbeiten an dem spätmittelalterlichen Kirchenbau belegt. Im Jahr 1701 schuf Johann Baptist Zimmermann (1680–1758) als sein Erstlingswerk den Stuckdekor und die Fresken der lateinischen Kirchenväter im Chor, die allerdings beim Brand der Kirche im Jahr 1704 während des Spanischen Erbfolgekrieges (1701–1714) bereits wieder zerstört wurden. Zwischen 1705 und 1721 wurde die Kirche wieder aufgebaut und in den folgenden Jahren neu ausgestattet. Im Jahr 1752 erhielt der aus Schongau stammende und später in Ingolstadt tätige Maler Melchior Buchner (auch Puchner oder Büchner) den Auftrag, Chor und Langhaus mit Deckenfresken auszustatten. Im Zuge der 1874 erfolgten Regotisierung der Kirche wurden diese Fresken übermalt und die barocke Ausgestaltung weitgehend beseitigt. Erst bei der Renovierung im Jahr 1905 wurden die Deckenmalereien wieder freigelegt und restauriert. Eine weitere Innenrenovierung fand im Jahr 2000 statt, eine Außenrenovierung im Jahr 2019.

## Architektur

### Außenbau
Im nördlichen Chorwinkel steht der Glockenturm, in dessen noch aus dem mittelalterlichen Kirchenbau stammenden quadratischen Unterbau von Bogenfriesen gerahmte Blendfelder eingeschnitten sind. Der Turm, der im Jahr 1659 erhöht wurde, besitzt einen oktogonalen Aufbau, der von einer doppelten Zwiebelhaube mit Laterne bekrönt wird. Die Außenwand des Chors stützen abgetreppte, bis zur Höhe der Fenster reichende Strebepfeiler.

### Innenraum

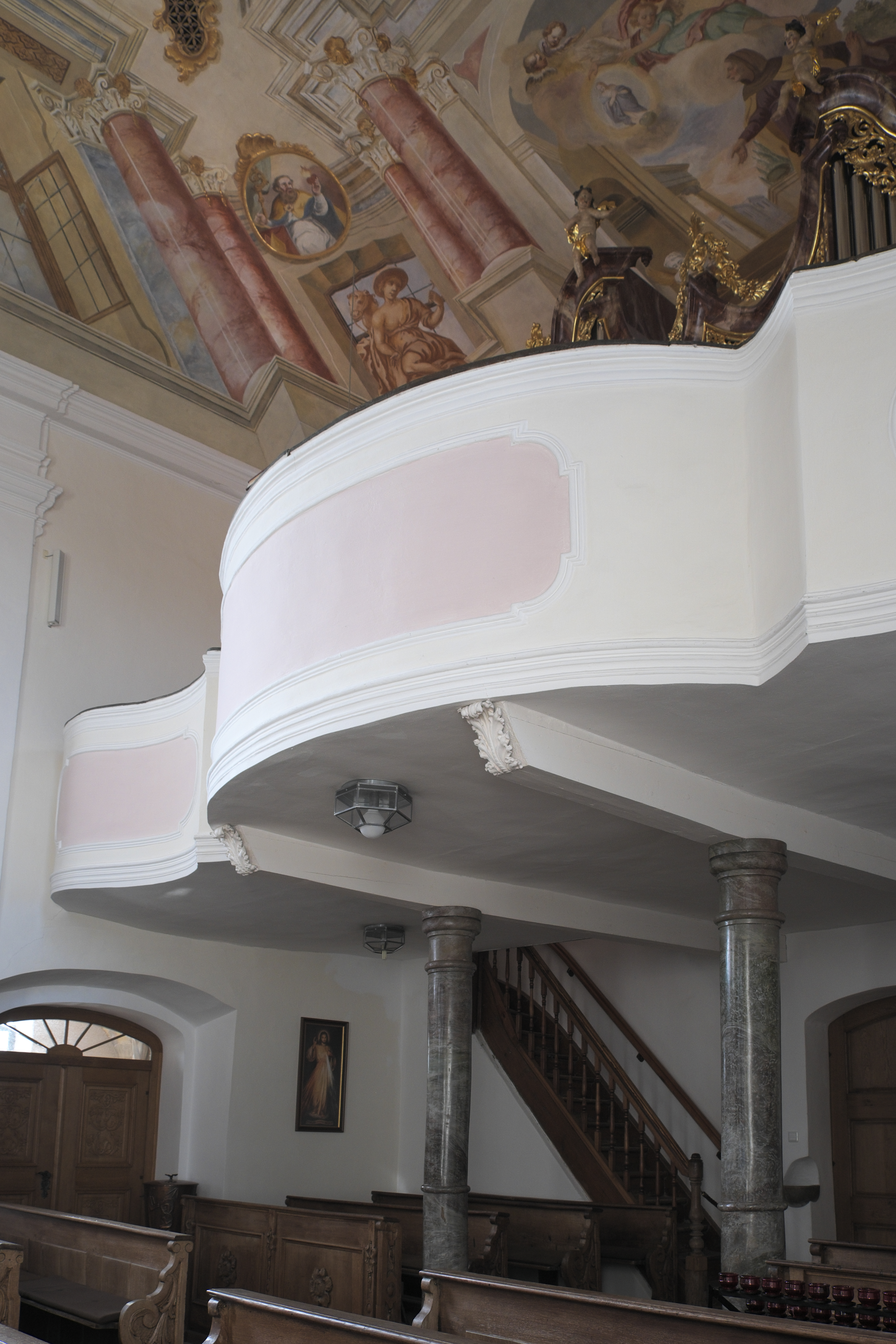
Westempore

Der Innenraum, ein mit einer abgeflachten Tonne gedeckter Saalbau, wird durch flache Pilaster mit Gebälkstücken gegliedert, über denen ein profiliertes, verkröpftes Gesims verläuft. Der leicht eingezogene, zweijochige Chor ist fünfseitig geschlossen und wird von einer Stichkappentonne überwölbt. Den westlichen Abschluss des Langhauses bildet eine Empore mit geschweifter Brüstung.

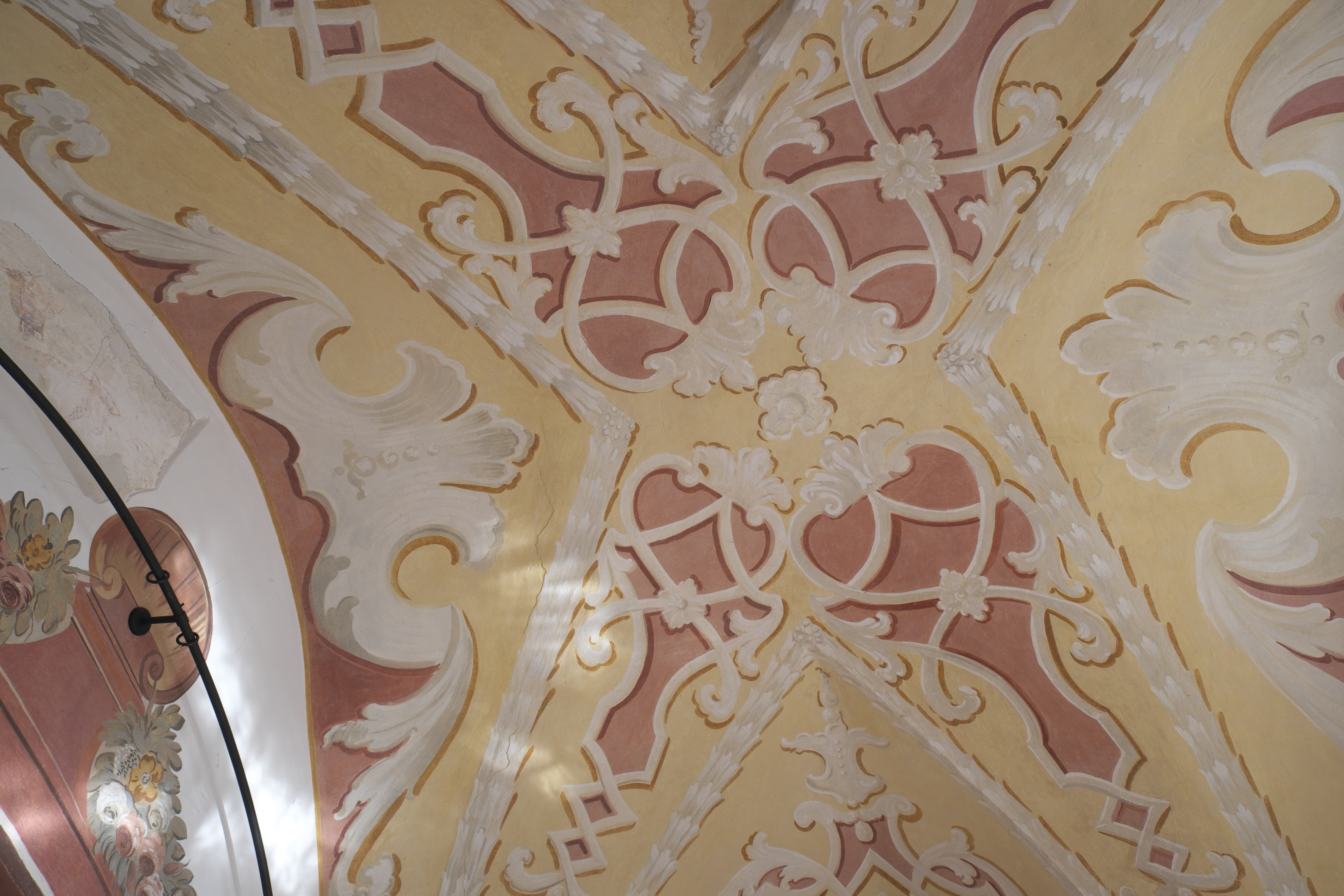
Decke mit Stucco-finto-Malerei

### Kapelle
An der Südseite des Langhauses ist eine kleine Kapelle mit Deckenmalereien aus der Zeit um 1720 angefügt. Die Malereien, die einen Stuckdekor (stucco finto) mit Bandelwerkmotiven vortäuschen, wurden 1972 wieder freigelegt.

### Fresken

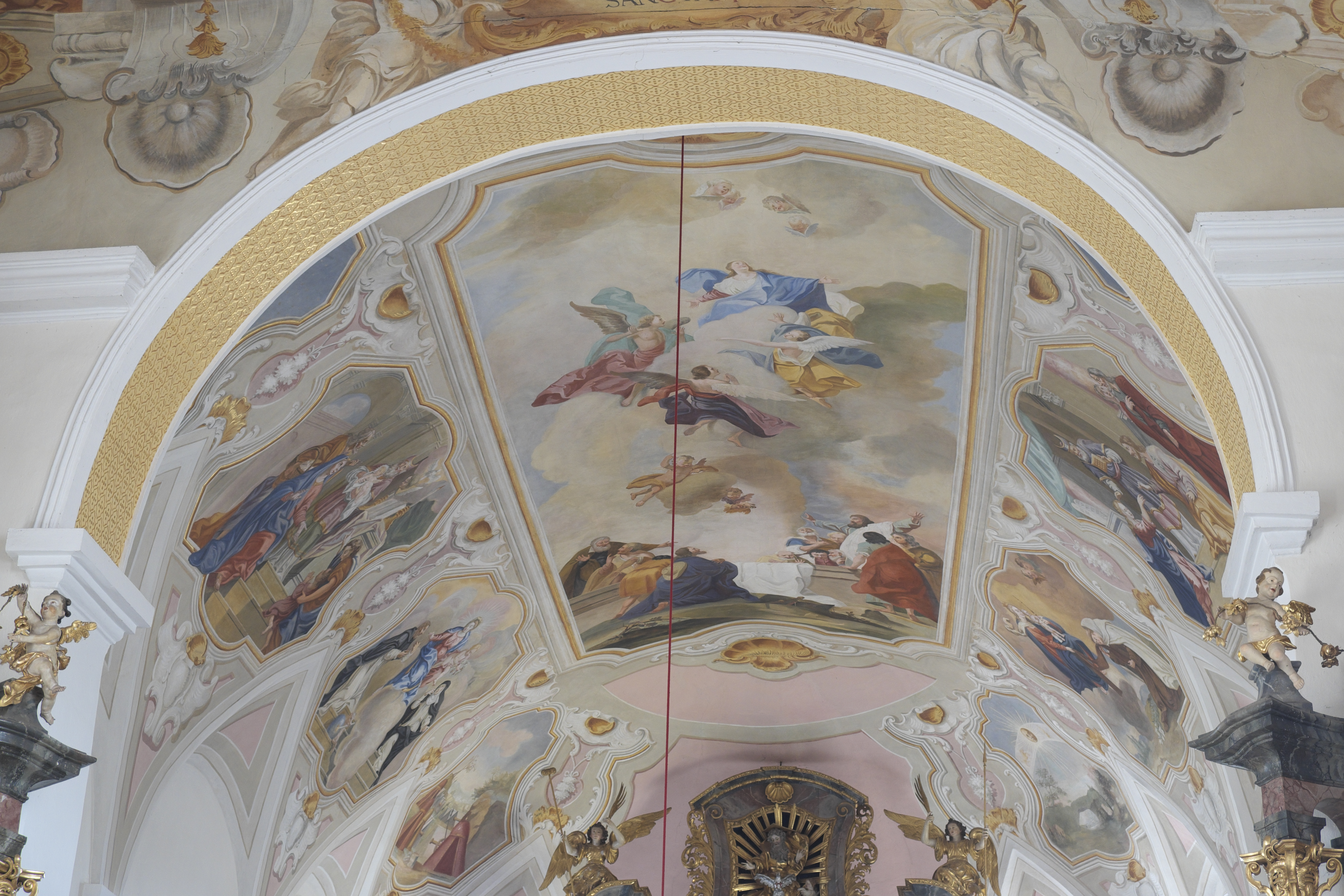
Chorfresko

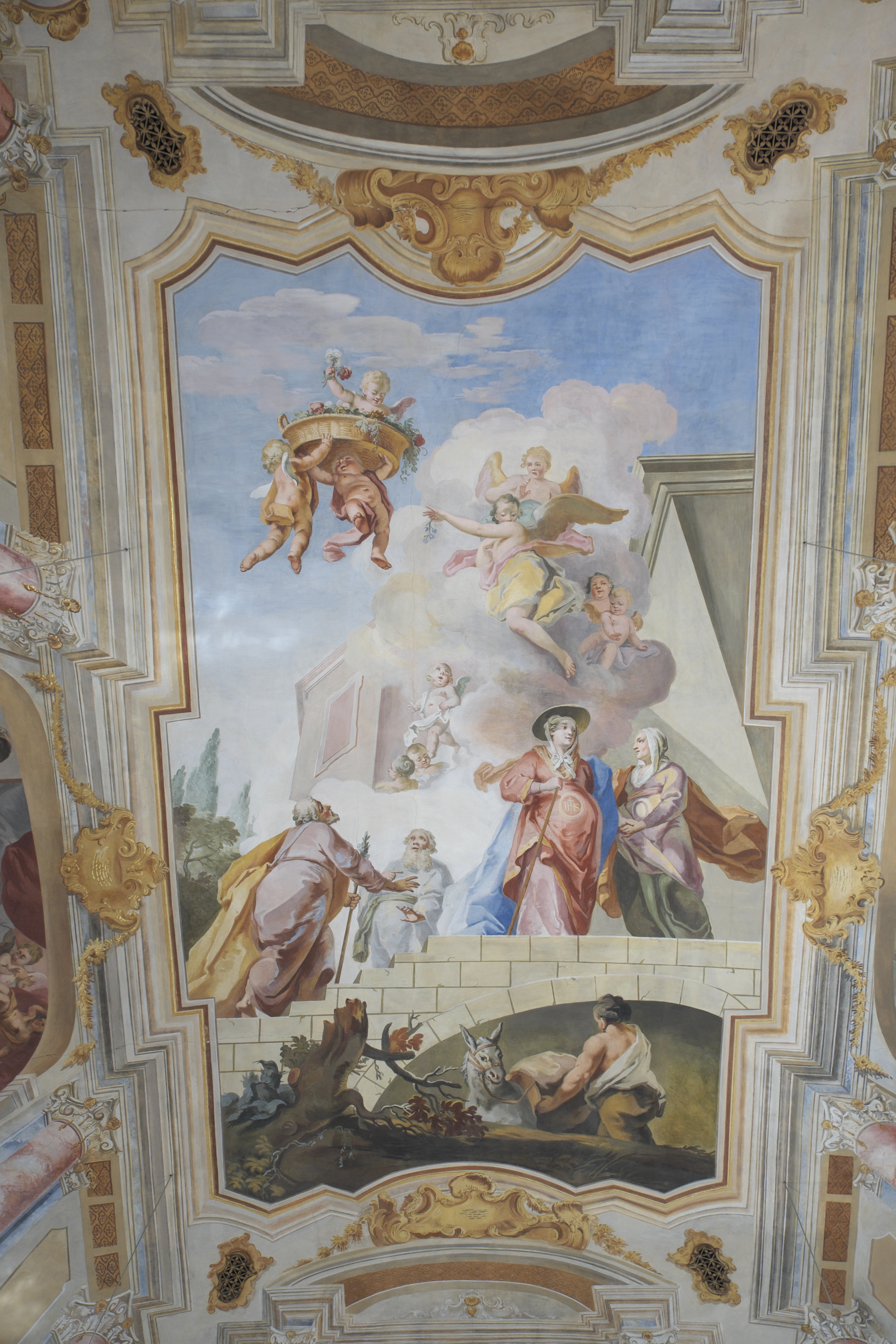
Langhausfresko

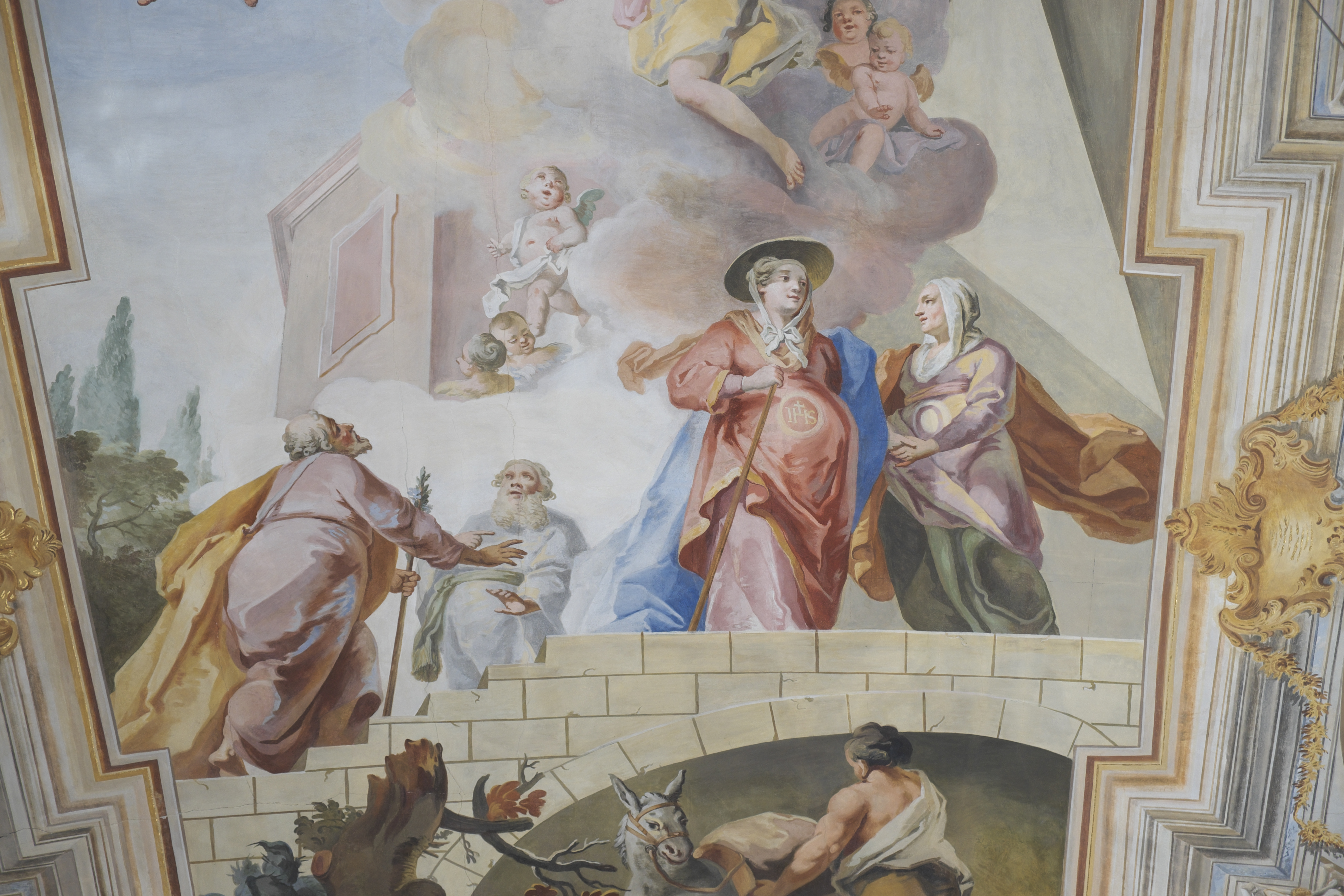
Maria und Elisabeth

Das große Chorfresko ist der Himmelfahrt Mariens gewidmet. Auf den seitlichen Bildern sind die Vermählung Mariens mit Josef, die Präsentation Jesu im Tempel, die Skapulierspende an den heiligen Simon Stock und die Überreichung der Rosenkränze an den heiligen Dominikus und die heilige Katharina von Siena dargestellt.
Das große Langhausfresko nimmt die gesamte Decke ein. Das zentrale Thema, die Heimsuchung Mariens, bezieht sich auf das Patrozinium der Kirche und ist in eine monumentale Scheinarchitektur eingebettet. Die schwangere  Maria, die mit Hut und Wanderstab dargestellt ist, begrüßt ihre Base Elisabeth, die in hohem Alter ebenfalls noch schwanger geworden war. Ein auf ihren Leib gemalter Kreis weist darauf hin, dass sie Johannes den Täufer zur Welt bringen wird. Auf dem Leib Mariens stehen in einen Kreis geschrieben die Buchstaben IHS zum Zeichen dafür, dass sie Jesus in sich trägt. An den Seiten eröffnen vorgetäuschte Torbögen Durchblicke auf weitere Szenen aus dem Marienleben, wie die Vorhersage der Geburt Mariens an ihre Eltern, die heilige Anna und den heiligen Joachim (über der Empore), die Geburt Mariens und ihr erstes Bad (über der Kanzel), Mariä Tempelgang (gegenüber der Kanzel) und die Verkündigung (vor dem Chor). Unter dieser Szene steht die lateinische Inschrift: „HANC DILIGE SANCTAM“ (liebe diese Heilige). Die Buchstaben CDILICM bilden ein Chronogramm mit der Jahreszahl 1752, dem Jahr, in dem die Fresken ausgeführt wurden.

In den Ecken des Langhauses werden, von Medaillons gerahmt, die vier lateinischen Kirchenväter Gregor der Große, Hieronymus, Augustinus und Ambrosius von Mailand dargestellt. Darunter personifizieren vier Frauengestalten in Ton-in-Ton-Malerei die vier Erdteile: Europa wird durch eine Frau mit Krone und Szepter verkörpert, die auf einem Pferd sitzt, eine auf einem Löwen sitzende Frau mit Turban stellt Asien dar, eine mit einem Sonnenhut bekleidete Frau, die auf einem Kamel sitzt und eine Kornähre in der Hand hält, symbolisiert Afrika, eine Amazone mit indianischer Kopfbedeckung und mit Pfeil und Bogen in der Hand repräsentiert Amerika.

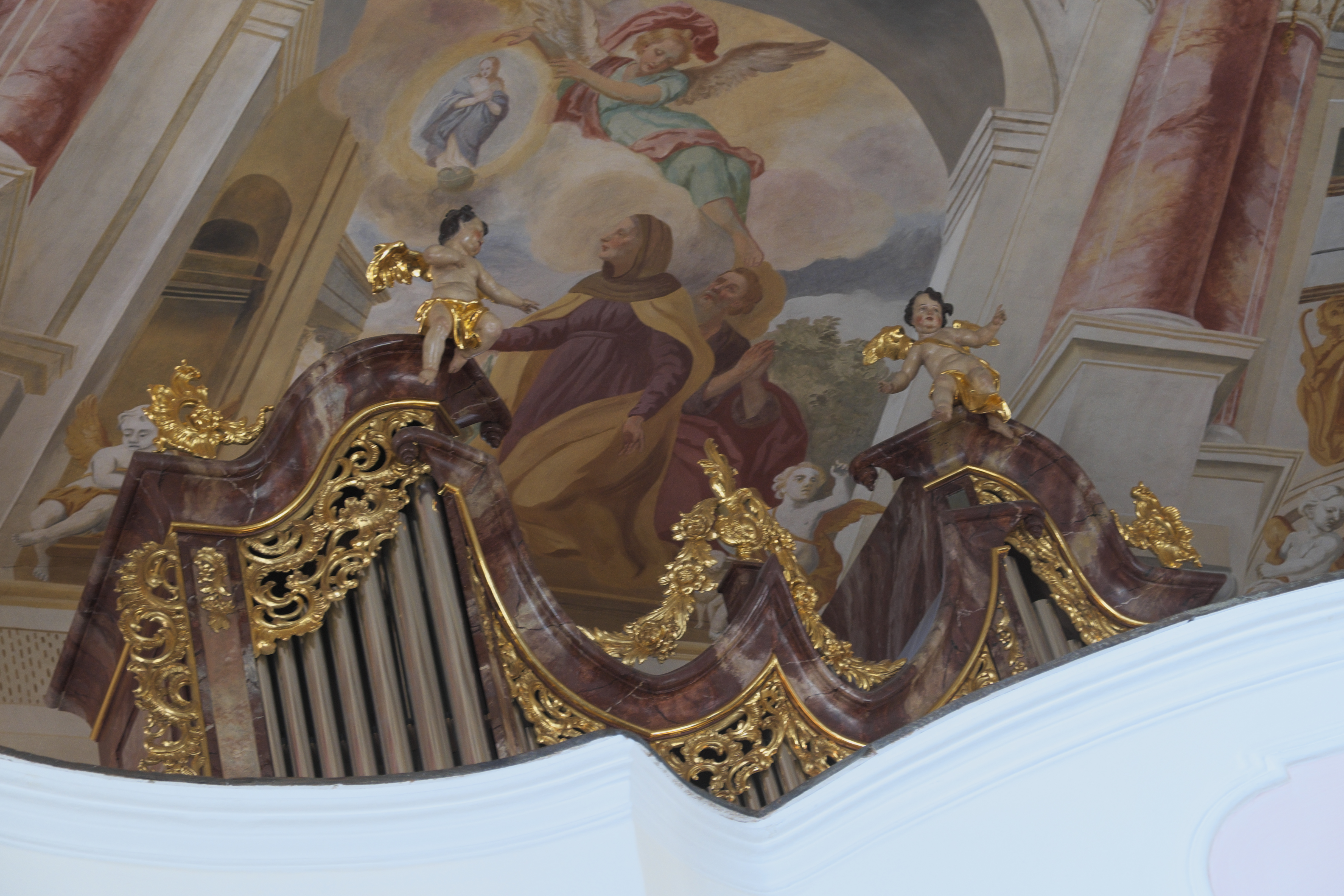
Ankündigung der Geburt Mariens an Anna und Joachim
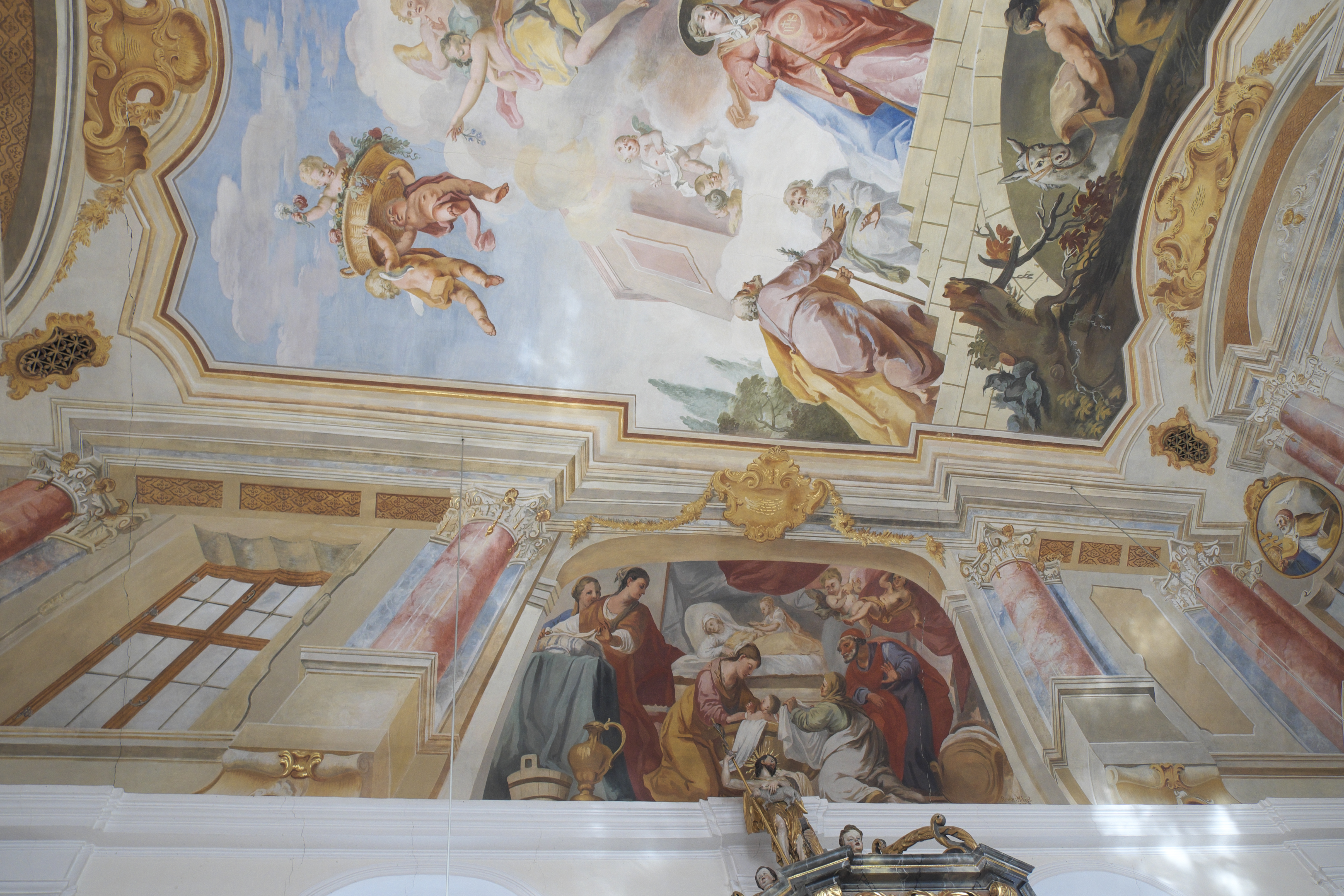
Geburt und Bad Mariens
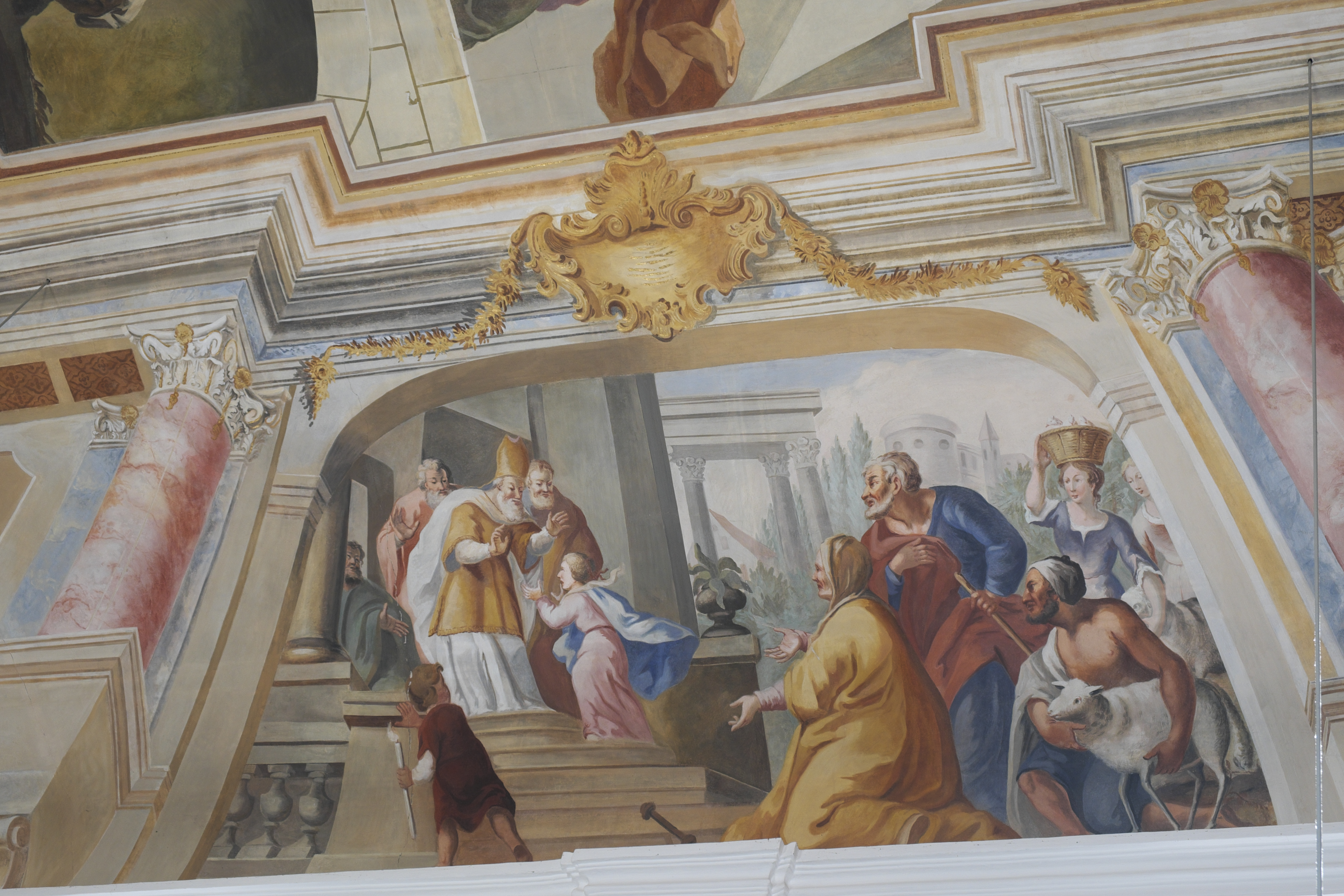
Mariä Tempelgang
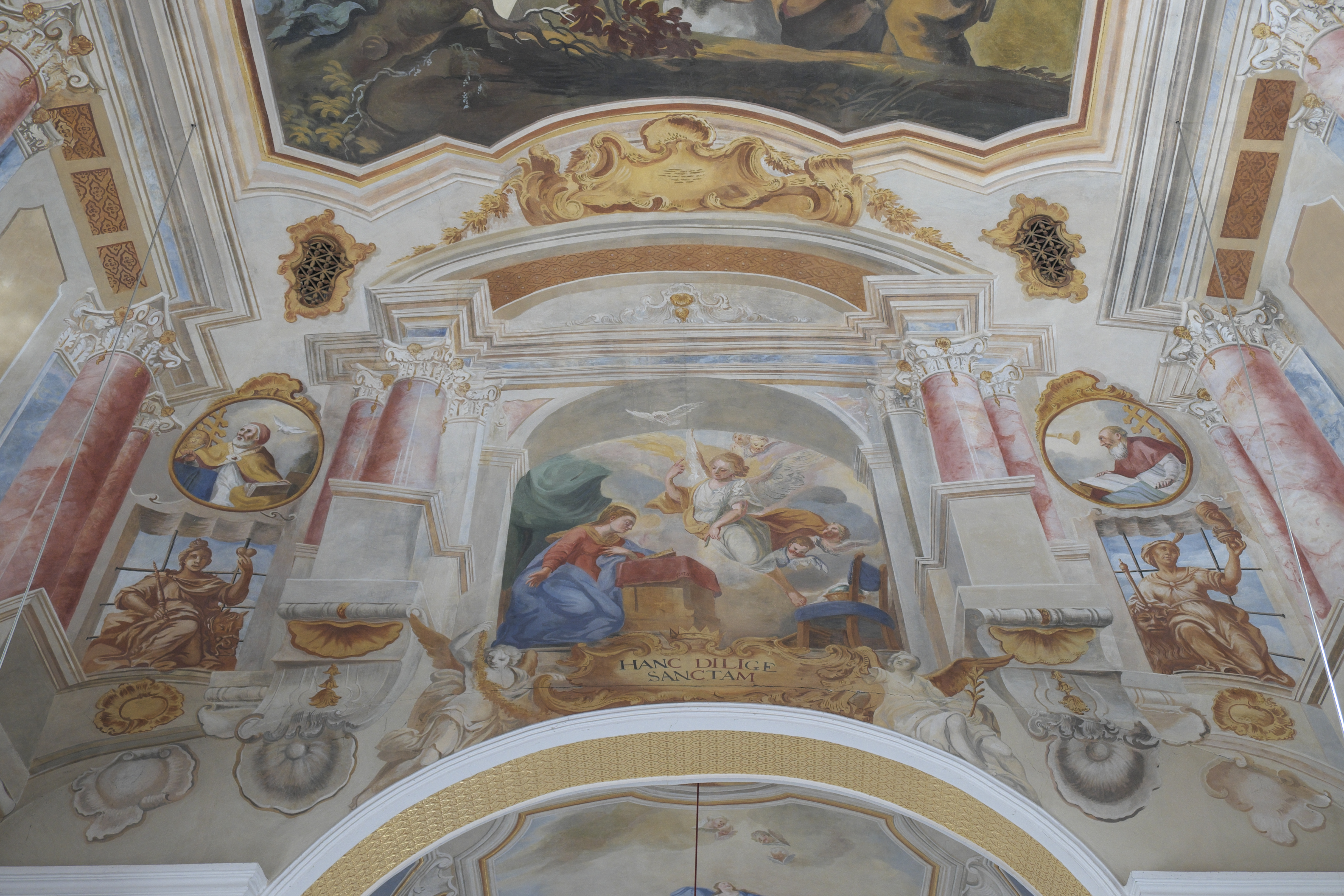
Verkündigung

## Kanzel

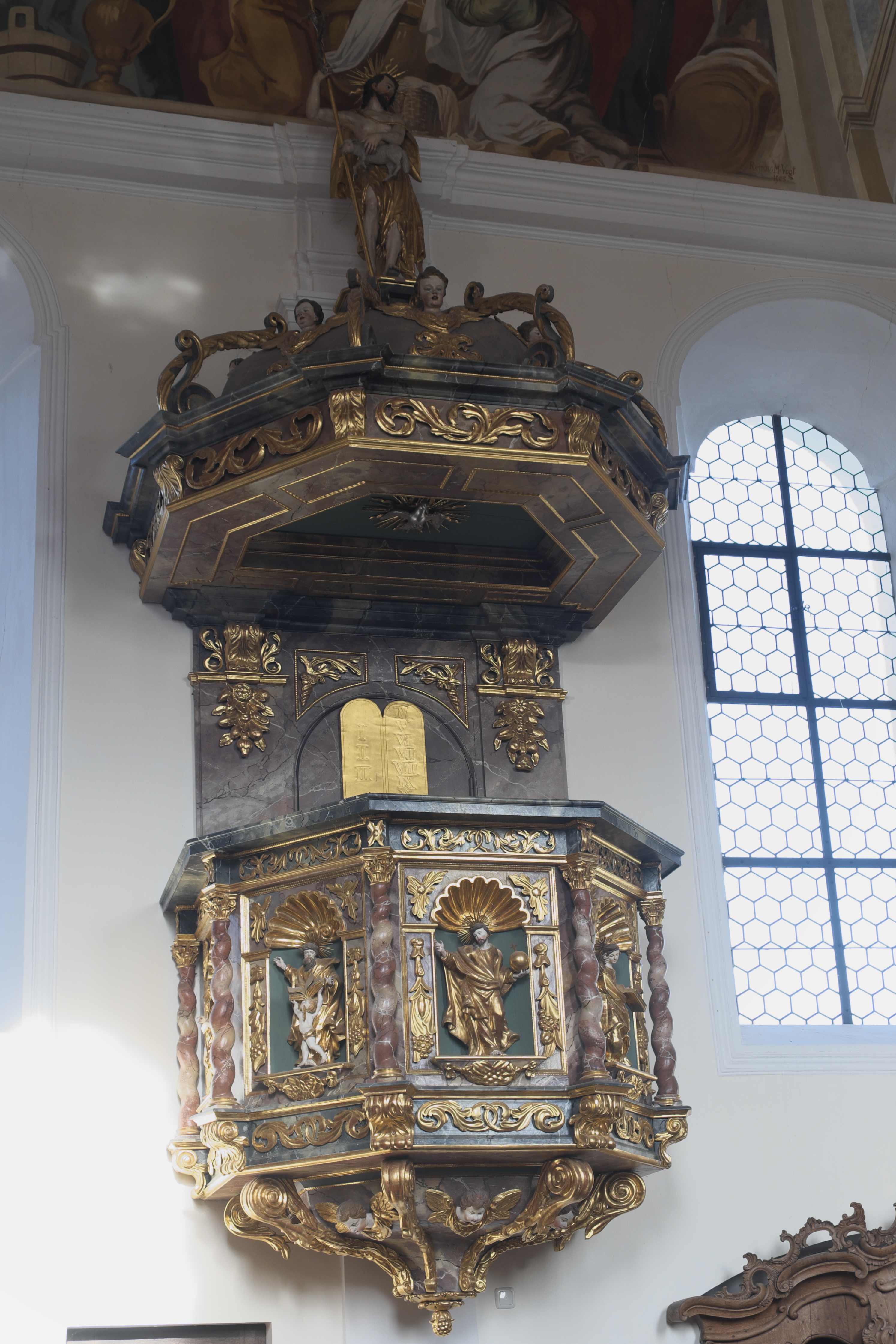
Kanzel

- Die Kanzel ist eine barocke Arbeit aus dem Jahr 1692. Sie wurde wie das Taufbecken aus Ismaning erworben. Der Schalldeckel ist bekrönt mit der Figur des Johannes des Täufers. Am Kanzelkorb sind in kleinen Muschelnischen die vier Evangelisten mit ihren Symbolen und in der Mitte Christus mit der Weltkugel dargestellt. Die Tür an der Kanzelrückwand, die zum Kanzelaufgang führt, ist mit einem vergoldeten Relief der Zehn Gebote verziert. Die Unterseite des Kanzelkorbes ist mit Engelsköpfen besetzt.

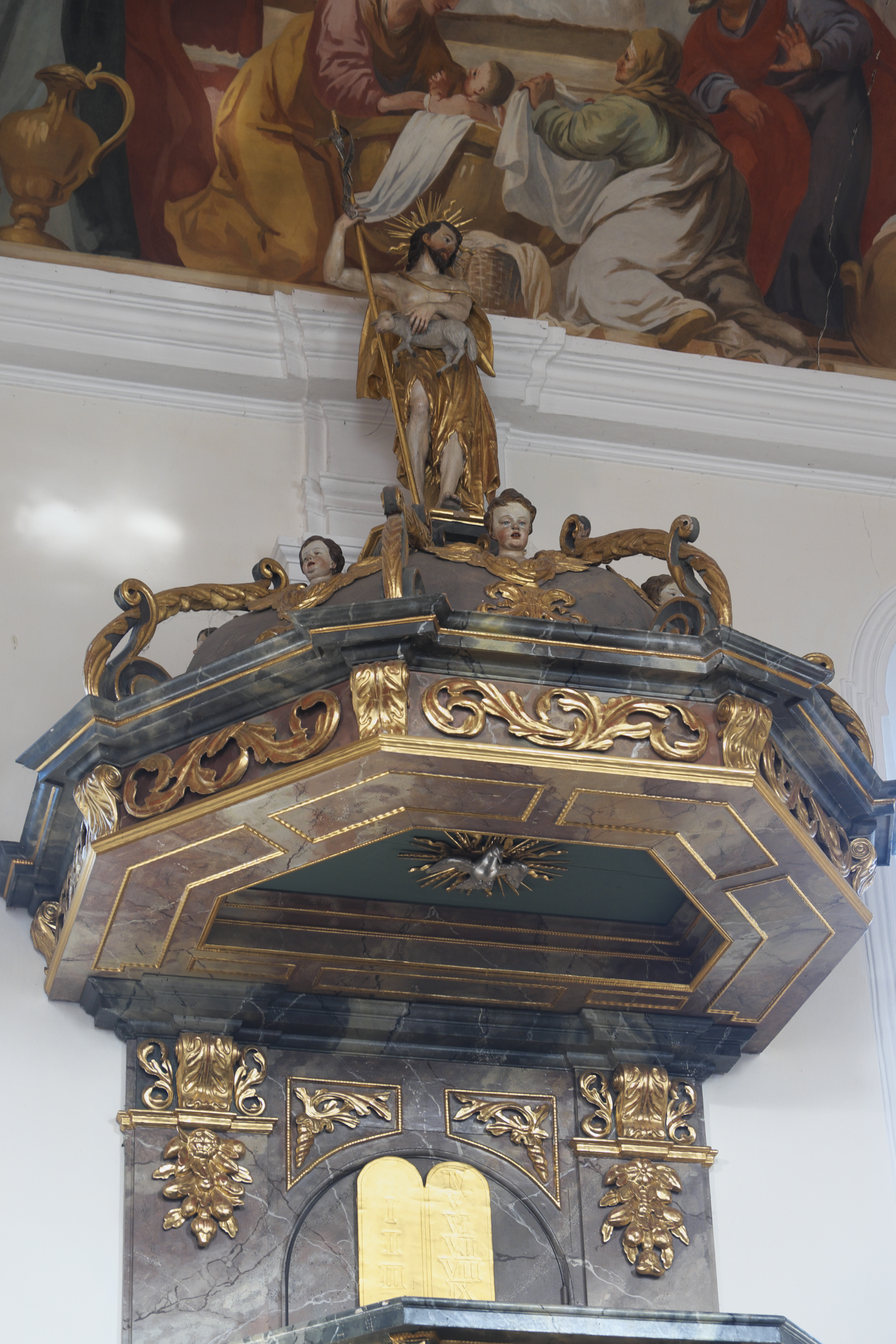
Schalldeckel
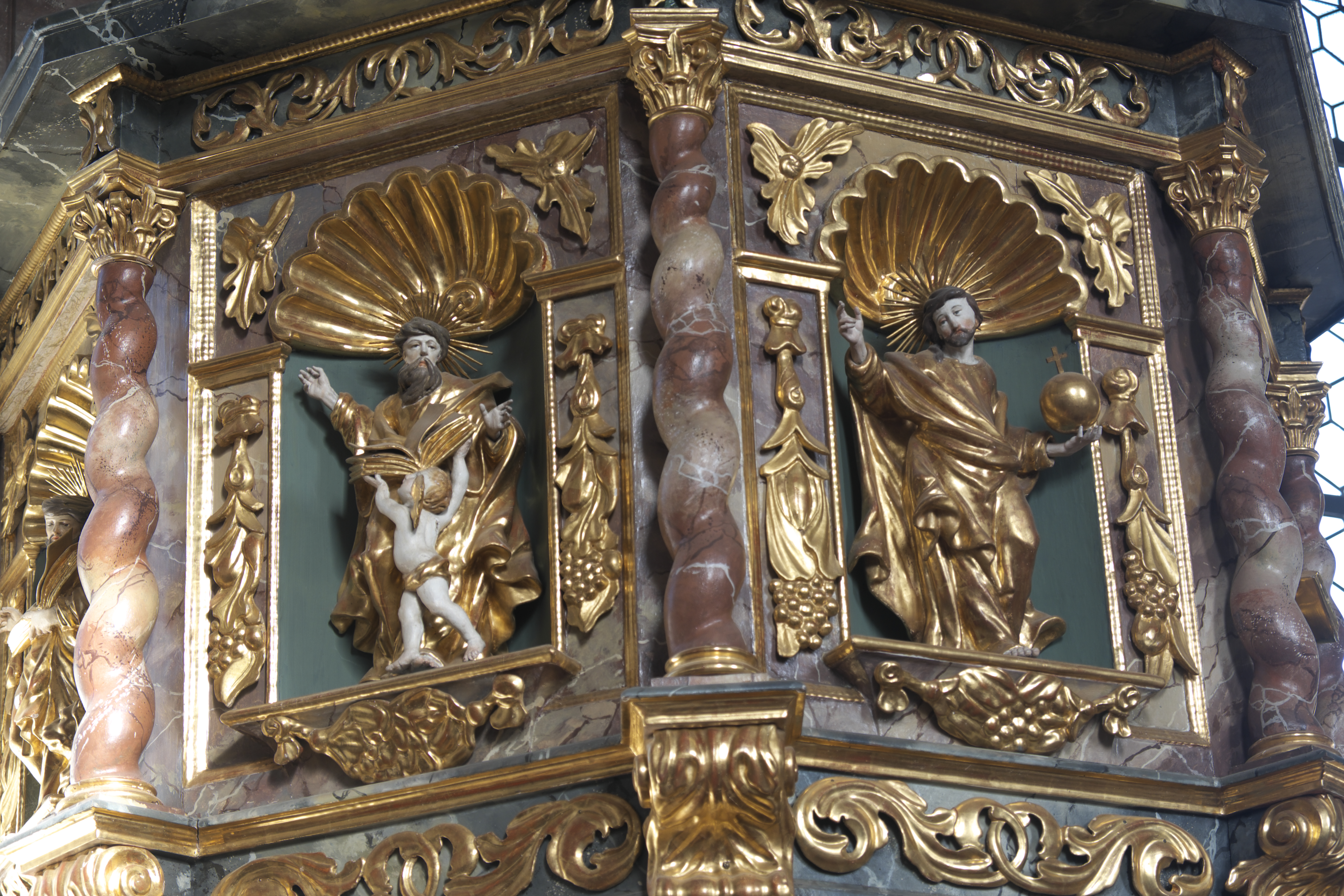
Evangelist Matthäus und Christus am Kanzelkorb
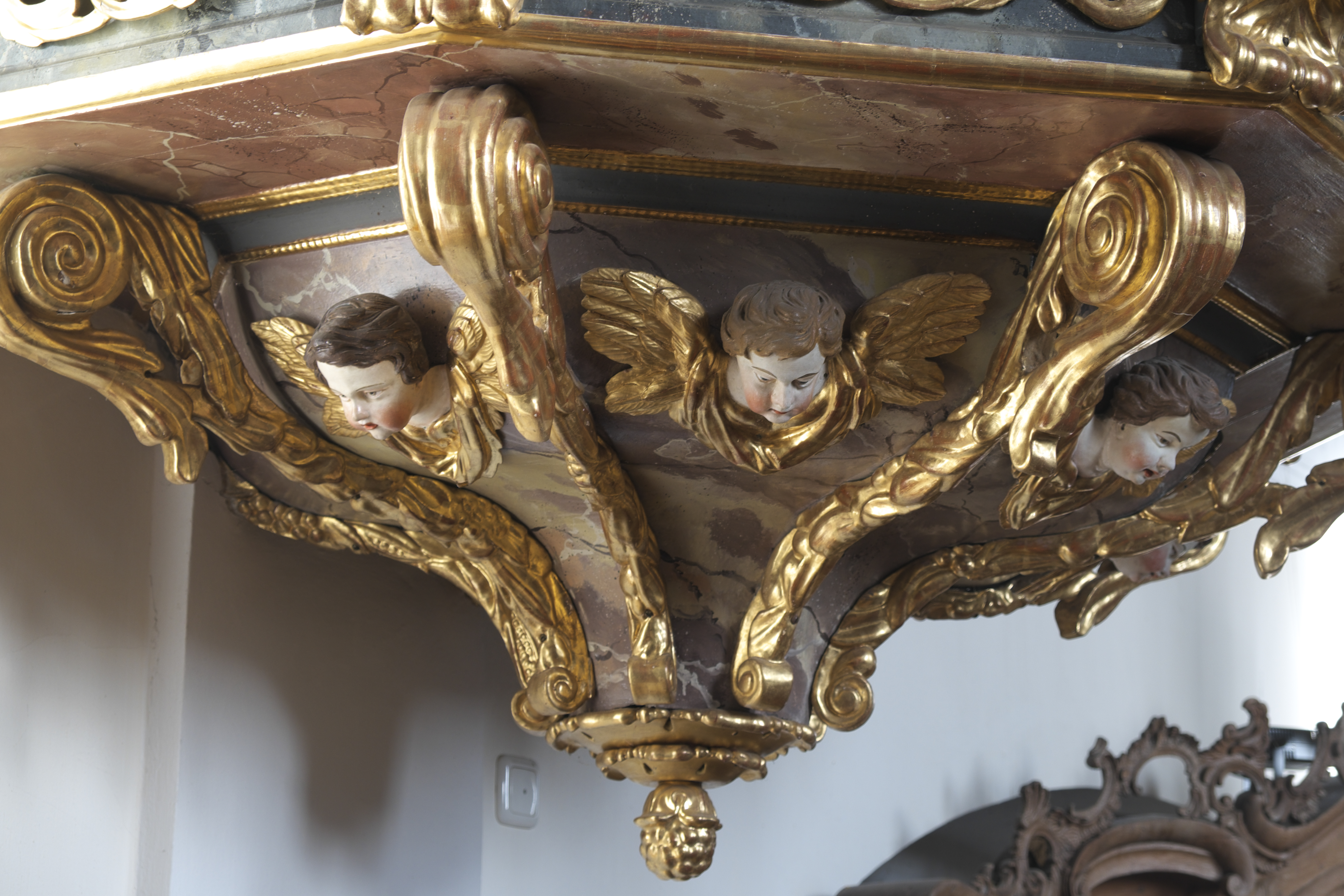
Engelsköpfe an der Unterseite des Kanzelkorbs

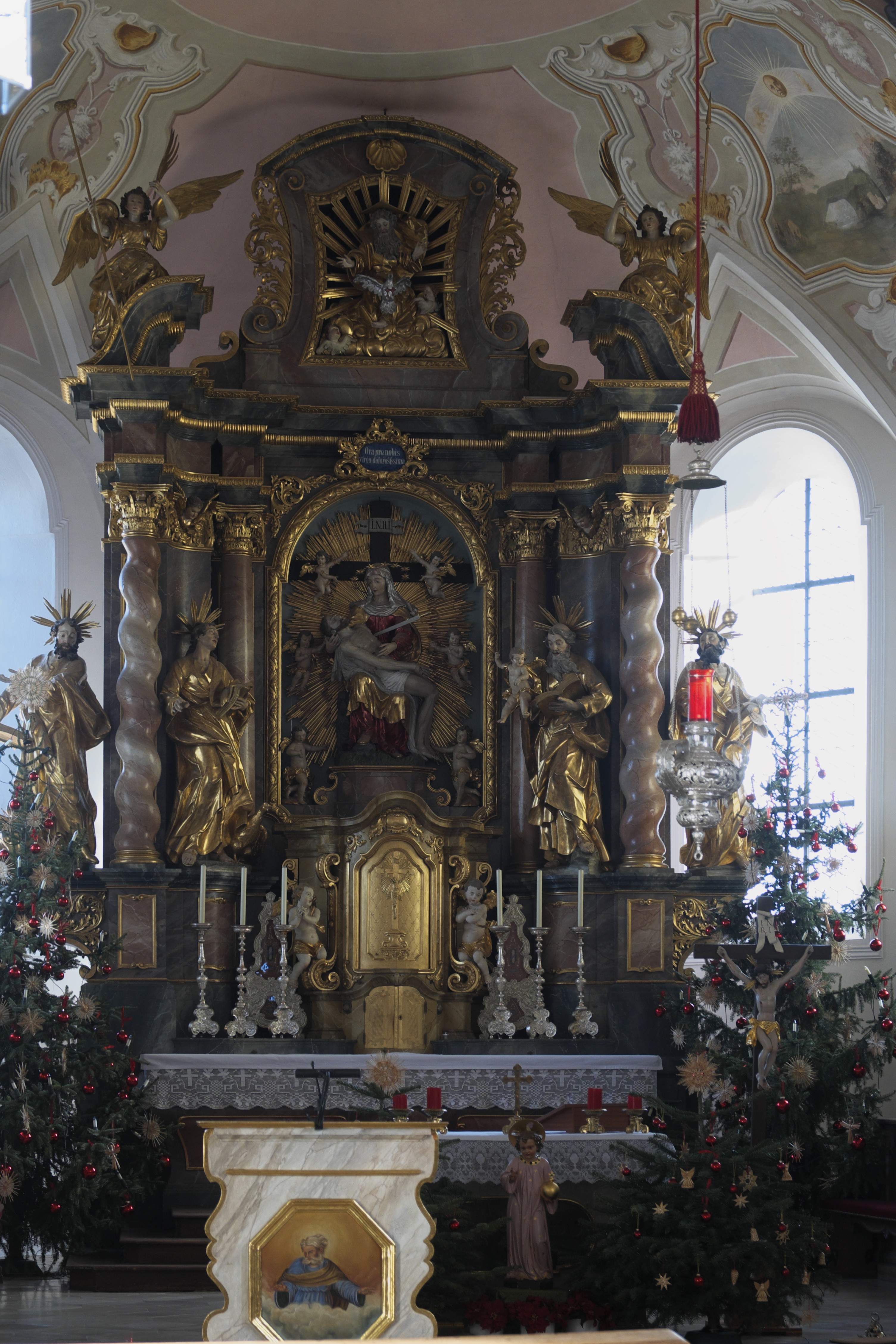
Hochaltar

## Weitere Ausstattung
- Der Hochaltar wurde 1906 eingebaut, die vier großen Evangelistenfiguren stammen aus der ehemaligen Klosterkirche von Reisbach. Die von Engelsputten umgebene Pietà aus dem späten 17. Jahrhundert nimmt die Stelle des Altarbildes ein.
- Die beiden viersäuligen Seitenaltäre stammen aus der Zeit des Rokoko. Das linke Altarbild stellt Maria Immaculata dar, die auf der Mondsichel steht und der Schlange den Kopf zertritt. Auf dem kleinen unteren Bild ist die heilige Katharina und im Auszugsbild die heilige Barbara dargestellt. Das Altarblatt des rechten Seitenaltars zeigt einen Schutzengel, der ein Kind beschützt, auf den kleineren Bildern sieht man unten den heiligen Sebastian und oben den heiligen Florian.
- Das Chorgestühl stammt aus der ersten Hälfte des 18. Jahrhunderts.
- Die Kirchenbänke stammen wie die Beichtstühle aus der zweiten Hälfte des 18. Jahrhunderts. Letztere sind mit reichen Rocailleschnitzereien verziert.
- An den Wänden des Langhauses hängen über den zwölf Apostelleuchtern auf Holz gemalte und in Ovalrahmen mit Festons gefasste Bilder der Apostel, die 1790 angefertigt wurden.
- Das Ölbergrelief an der Nordwand des Langhauses wird in die erste Hälfte des 15. Jahrhunderts datiert.

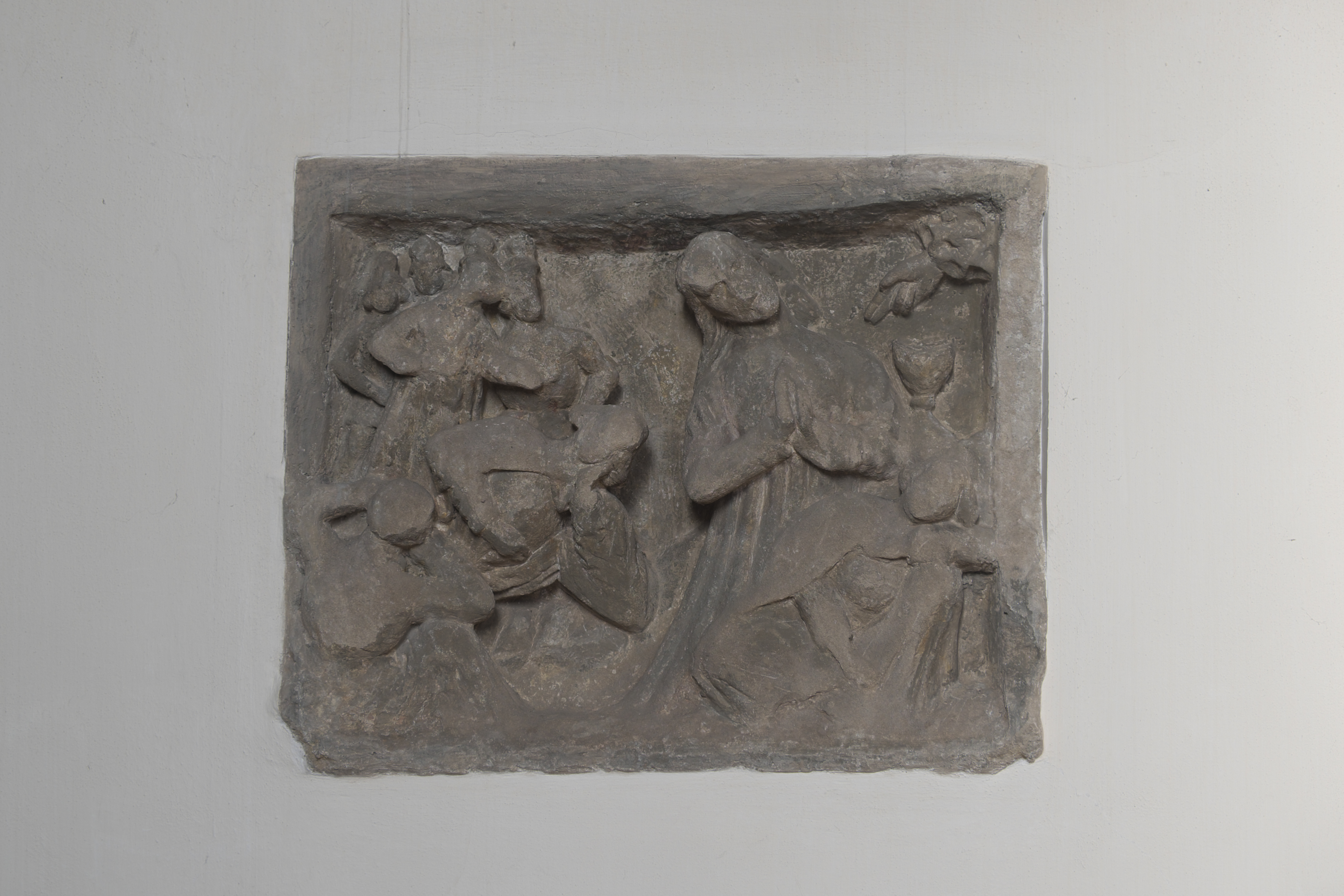
Ölbergrelief, 15. Jahrhundert
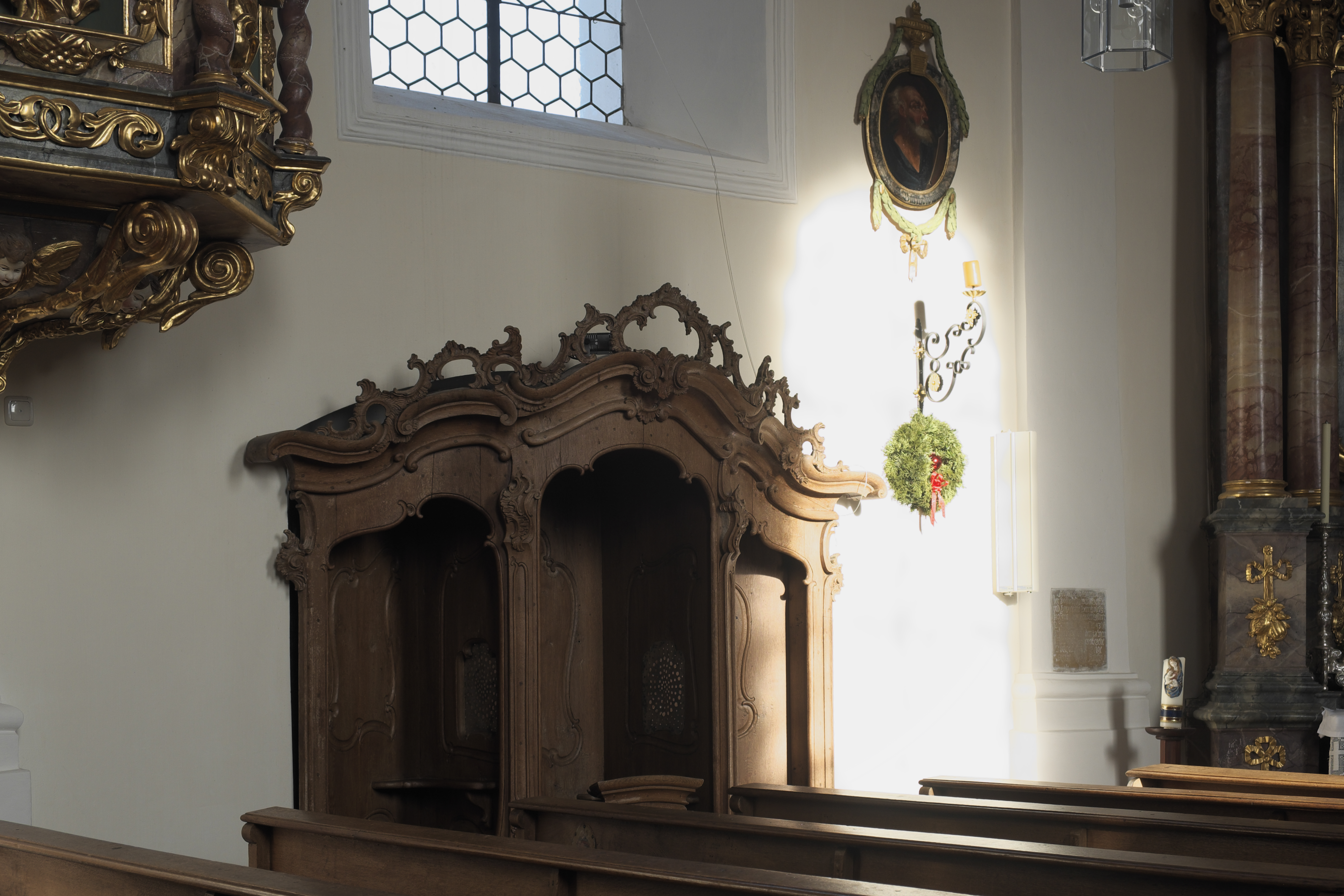
Beichtstuhl
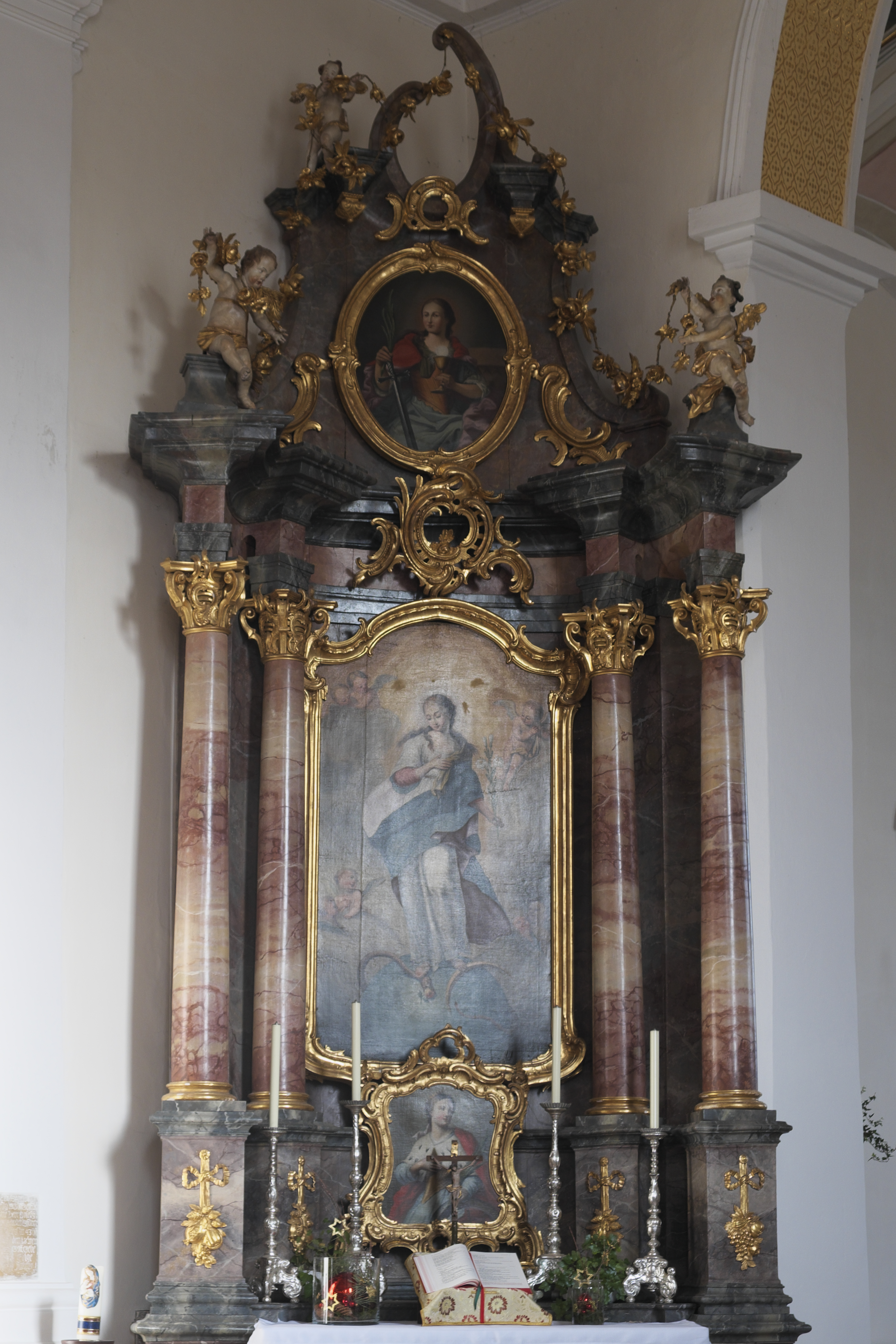
Linker Seitenaltar
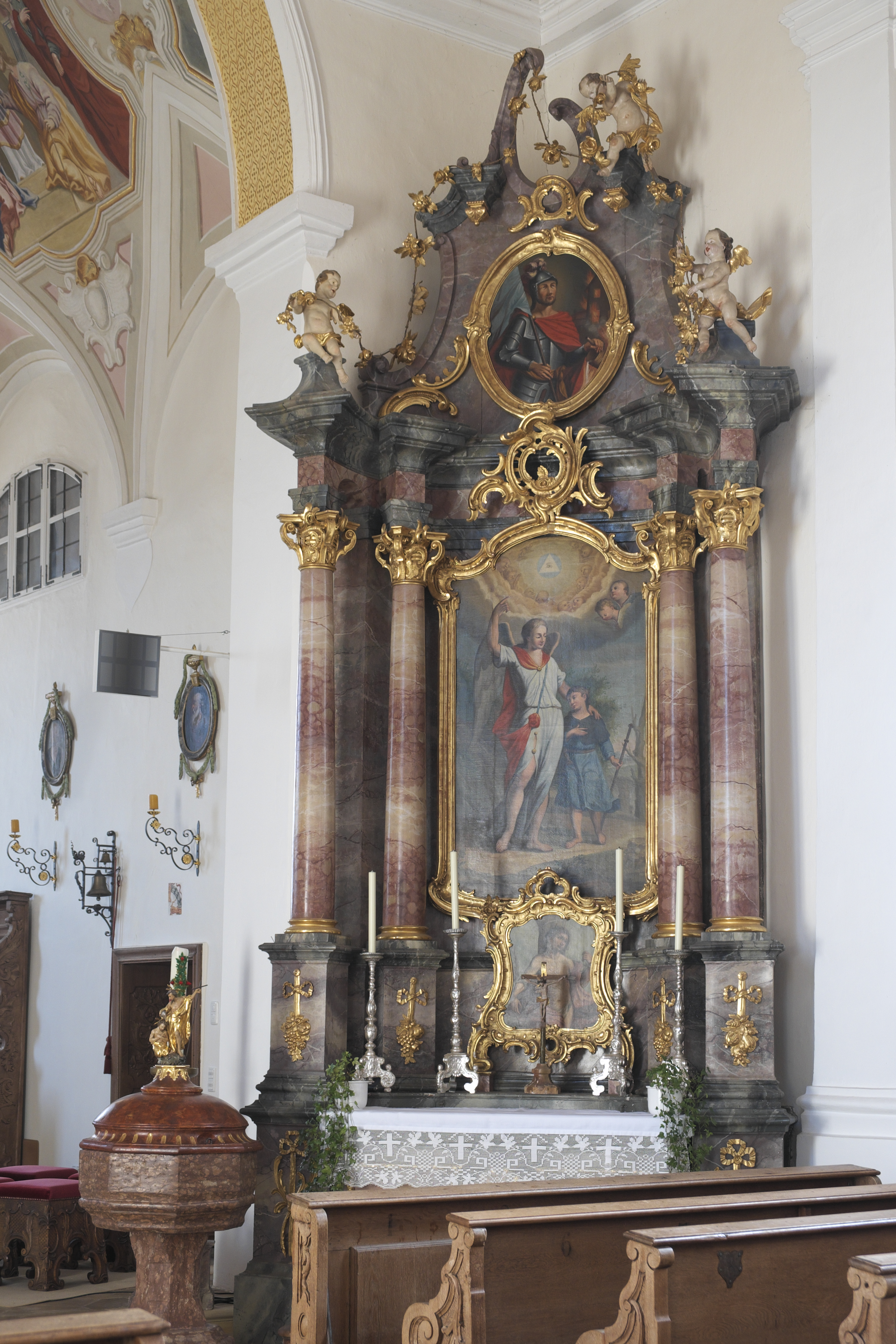
Rechter Seitenaltar

## Grabmäler

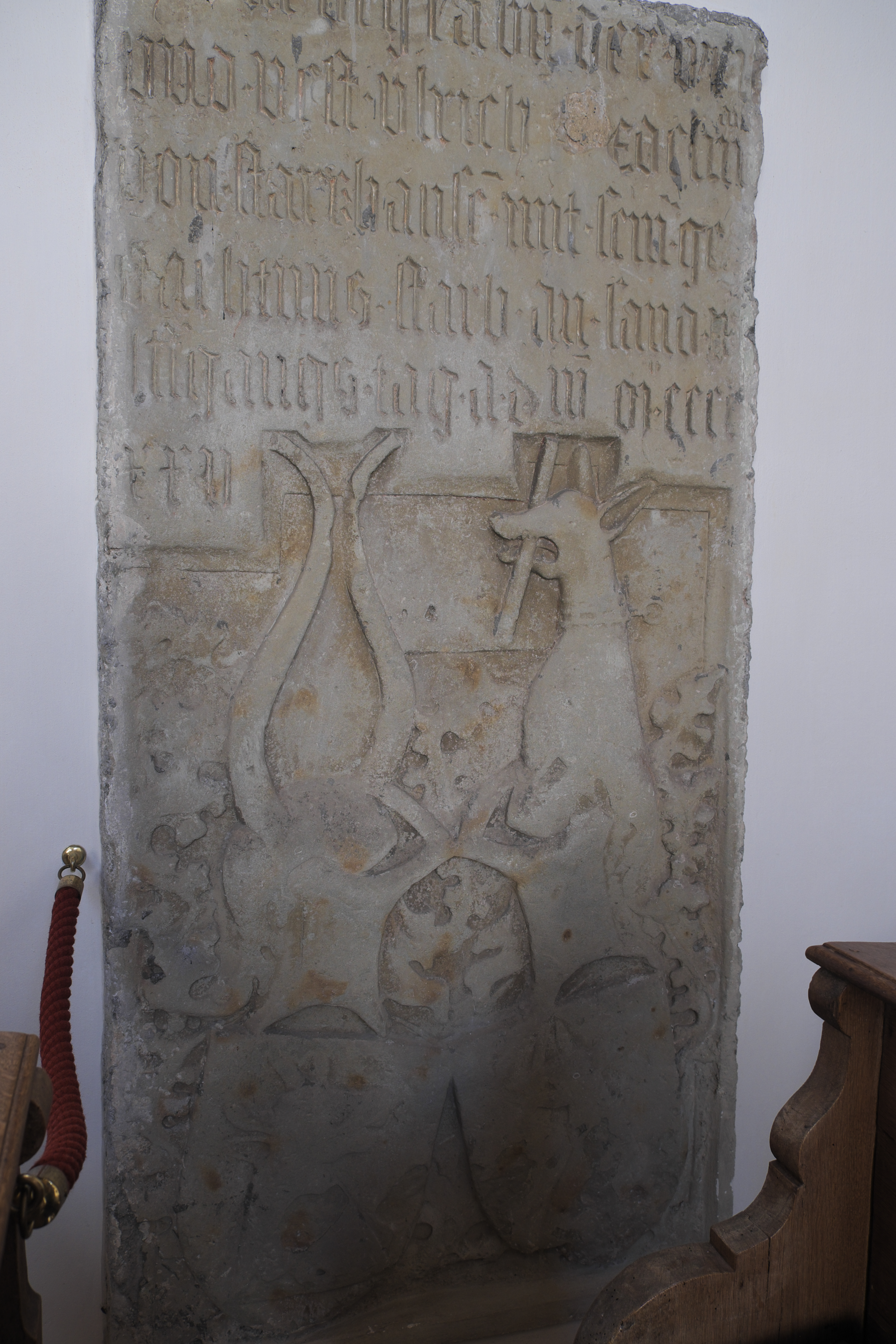
Grabstein der Familie Starzhauser

Im Chor sind Priestergrabsteine aus dem 16. Jahrhundert in die Wand eingelassen. Im Langhaus erinnert eine große Kalksteingrabplatte von 1422, in die eine Inschrift und zwei Wappen mit Helmzier eingemeißelt sind, an die Familie der Starzhauser.